# Oscarine Masuluke
Oscarine Masuluke (sinh ngày 23 tháng 4 năm 1993) là một cầu thủ bóng đá chuyên nghiệp người Nam Phi hiện tại đang thi đấu ở vị trí thủ môn cho câu lạc bộ Stellenbosch tại Giải bóng đá Ngoại hạng Nam Phi.

## Sự nghiệp thi đấu

### Baroka
Ngày 30 tháng 11 năm 2016, Masuluke đã trở nên nổi tiếng nhờ pha ngả bàn đèn ở phút 90+5 để giúp cho Baroka có được trận hòa 1–1 trước Orlando Pirates. Bàn thắng này được đề cử cho Giải thưởng FIFA Puskás năm 2017. Masuluke đứng thứ 2 trong cuộc bỏ phiếu, còn Olivier Giroud giành giải thưởng và Deyna Castellanos đứng thứ 3. Ngày 27 tháng 2 năm 2018, anh bị Baroka thanh lý hợp đồng sau những cáo buộc rằng anh và các đồng đội khác đã uống rượu trên xe buýt của đội.

### TS Sporting
Mùa hè năm 2018, anh gia nhập câu lạc bộ TS Sporting tại Giải bóng đá Hạng Nhất Quốc gia Nam Phi. Anh ra sân 33 trận tại giải quốc nội cho đội bóng, trước khi rời câu lạc bộ vào năm 2020.

### Quay trở lại Baroka
Tháng 9 năm 2020, anh quay trở lại đội bóng cũ Baroka bằng thỏa thuận kéo dài 3 năm.

### Stellenbosch
Vào ngày 12 tháng 7 năm 2023, Stellenbosch thông báo việc ký hợp đồng với Masuluke từ Baroka FC.